# Tintamareskteater
Tintamareskteater är en folklig enkel teaterform, där den uppträdande endast visar sitt ansikte genom en utskärning i fonden. Öppningen utgör huvudet på en figur, ofta i dvärgformat, med armar och ben i vilka aktören sticker in sina egna armar. ”Skådespelaren” kan också ha hjälp av en assistent som har sina armar i figurens ben, varvid lustiga effekter kan åstadkommas. Utstyrseln utnyttjades ofta av bondkomiker.